# جدی میگم (ترانه جی ایزی)
"جدی میگم" (I Mean It) یک ترانه رپ از خواننده آمریکایی جی ایزی (به انگلیسی: G-Eazy) می‌باشد. این آهنگ در ۱۳ می ۲۰۱۴، به عنوان پنجمین تک‌آهنگ این چیزها اتفاق می‌افتد
منتشر شد. این آهنگ دومین ترک موفق جی ایزی است و در ۱۰۰ آهنگ داغ بیلبورد ایالات متحده رتبه ۹۸ را کسب کرده‌است.

## موزیک ویدئو
این ویدئو در تاریخ ۲۸ می ۲۰۱۴ برای اولین بار در یوتیوب و پس از آن در ویوو منتشر شد.